# باتريك شميت
باتريك شميت (بالألمانية: Patrick Schmidt)‏ (و. 1988  م) هو لاعب كرة قدم، من ألمانيا، ولد في راينبولن، يلعب كلاعب وسط.

## روابط خارجية
- باتريك شميت على موقع قاعدة بيانات كرة القدم.إي يو (الإنجليزية)
- باتريك شميت على موقع عالم كرة القدم.نت (الإنجليزية)